# Маріуполь (футбольний клуб)
«Маріуполь» — український футбольний клуб з однойменного міста, заснований у 1960 році.

## Історія

### Колишні назви
- 1936—1937: Завод ім. Ілліча
- 1938—1948: «Сталь»
- 1949—1958: «Металург»
- 1959—1960: «Авангард»
- 1961—1964: «Азовсталь»
- 1966—1970: «Азовець»
- 1971—1973: «Металург»
- 1974—1975: «Локомотив»
- 1976—1992: «Новатор»
- 1992—1996: «Азовець»
- 1996—2002: «Металург»
- 17 грудня 2002 — 14 червня 2017: «Іллічівець»
- З 14 червня 2017 — «Маріуполь»[1]

### Радянський період
В 1936 році на маріупольському заводі ім. Ілліча була створена футбольна команда, яка 18 липня 1936 року провела свій перший офіційний матч у 1/64 фіналі Кубка СРСР (програла 0:5 криворізькому «Динамо»). У 1938 році клуб отримав назву «Сталь».
У розіграші Кубка УРСР 1944 року завдяки неявці іншої команди, «ВЧ» (Ворошиловград), пройшла в друге коло, але там 17 вересня поступилася харківському «Локомотиву» — 1:7.
У 1945 році «Сталь» пройшла до четвертого кола (аналог 1/8), де завдяки неявці однойменного клубу з Дніпропетровська на матч 21 жовтня вийшла в 1/4. Там маріупольців знову зупинив харківський «Локомотив» (майбутній володар тогорічного кубка) — розгромом з рахунком 0:15.
У 1946 році «Сталь» вилетіла вже в першому колі, 29 вересня, від ворошиловградського «Динамо» — 1:2.
У кубковому розіграші 1947 року в першому колі «Сталь» 21 вересня пройшла ворошиловградського «Дзержинця» — 4:0. А в другому, 28 вересня, програла «Сталі» з Дніпродзержинська — 2:3.
У 1960 році команда «Авангард» (Жданов) об'єдналася з командою «Шахтар» (Рутченкове — зараз район міста Донецька), створивши команду «Азовсталь» (Жданов).
Протягом 1960-х років клуб виступав в класі «Б» і другій групі класу «А», а в наступні десятиліття в українській зоні другої ліги.

### Виступи в Україні
Перший чемпіонат незалежної України «Азовець» провів у першій лізі, але зайняв 11 місце і вилетів у другу лігу, де впродовж наступних двох сезонів був її середняком.
Влітку 1995 року «Азовець» об'єднався з одним із лідерів другої ліги — командою «Динамо» (Луганськ). 3 квітня 1996 року команда змінила назву на «Металург» і вже під цією назвою в першому ж сезоні об'єднаній команді вдалося зайняти перше місце і вийти до першої ліги.
У першій лізі команда несподівано легко зайняла третє місце і вперше у своїй історії вийшла до еліти українського футболу.
Перший сезон в вищій лізі команда провела не дуже вдало, посівши 12-те місце і відірвавшись від зони вильоту лише на одне очко, проте після цього команда стала незмінно займати місця в верхній половині таблиці, а сезон 2000—2001 взагалі став найкращим в історії клубу — «Металург» зайняв четверте місце в чемпіонаті і дійшов до півфіналу кубка України.
17 грудня 2002 року команда змінила назву на «Іллічівець» в честь генерального спонсора — ВАТ «Маріупольський металургійний комбінат імені Ілліча». Незважаючи на зміну назви, команда трохи погіршила результати, знову перемістившись в середину таблиці.
У сезоні 2004—05 команда знову нагадала про себе, посівши п'яте місце і за рейтингом Fair Play УЄФА вперше в своїй історії потрапила в єврокубки, зігравши у Кубку УЄФА. Там в першому кваліфікаційному раунді маріупольці обіграли вірменський «Бананц» (2-0, 2-0), але в другому поступилися австрійській «Аустрії» (0-0, 0-3).
Наступного сезону команда продовжила вдалі виступи, повторивши свій найкращий результат у сезоні — четверте місце в чемпіонаті і півфінал кубка України.

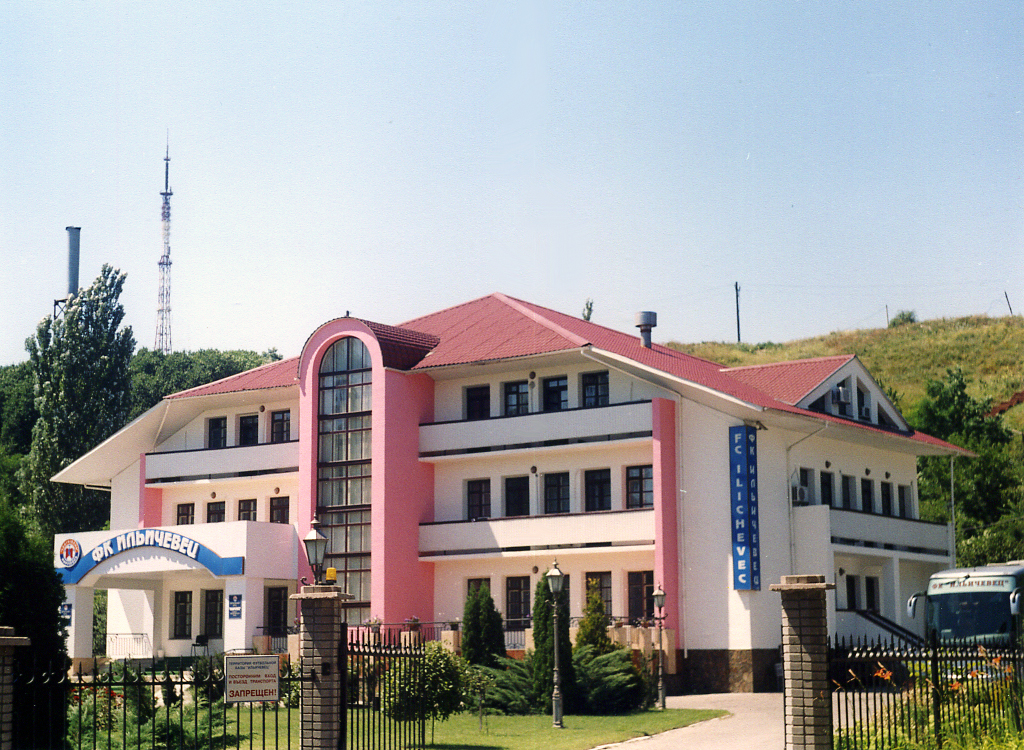
База «Маріуполя» в Приморському районі міста

У сезоні 2006—07, після двох сезонів вдалих виступів, команда несподівано вилетіла до першої ліги, але наступного сезону посіла там перше місце і повернулась в елітний дивізіон.
З того часу команда в Прем'єр-лізі стала займати місця в нижній частині таблиці, кожного сезону борючись за виживання. Так в першому сезоні після повернення команда змогла забезпечити прописку лише після 30-го туру чемпіонату, у якому доля «Іллічівця» повинна була вирішитись на стадіоні «Україна» у львівському дербі «Карпат» і ФК «Львів». Маріупольцям була необхідна лише поразка «городян». У драматичному протистоянні (Григорій Баранець не забив пенальті) «синьо-золоті» поступились 1:2 і за результатами сезону саме вони повернулися до першої ліги, адже «Іллічівець» випередив львів'ян за кількістю перемог (якби кращого визначили за різницею м'ячів, то маріупольці покинули б Прем'єр-лігу).
Через рік доля «Іллічівця» знову вирішувалася в останньому турі — маріупольська команда посідала 15-те місце, відстаючи від ПФК «Севастополь», що знаходився на рятівному 14 місці на одне очко. «Севастополь» приймав «Таврію», а «Іллічівець» — «Динамо». «Іллічівець», поступаючись по ходу гри 0:2, здобув вольову перемогу з рахунком, а «Севастополь» поступився 0:1. Таким чином «Іллічівець» знову зберіг прописку в еліті на наступний сезон.
У сезоні 2011/12 команда виступила трохи краще і в підсумку зайняла 11-те місце, після чого до команди на посаду головного тренера повернувся її багаторічний тренер Микола Павлов.
14 червня 2017 року клуб було перейменовано на ФК «Маріуполь» в рамках виконання закону про декомунізацію. Після двох сезонів у першій лізі клуб цього ж року повернувся у прем'єр-лігу.
У лютому 2018 року ФК «Маріуполь» перейменував свій стадіон на честь колишнього президента меткомбінату В. Бойка
У зв'язку з повномасштабним вторгненням Російської Федерації на територію України та тимчасовою окупацією міста Маріуполь війсковими підрозділами РФ, було оголошено про тимчасово призупинення участі футбольного клубу «Маріуполь» в українському футбольному чемпіонаті.

## Досягнення

### Україна
- Чемпіонат України
  - Бронзовий призер — 1963

## Статистика виступів в Україні
| Сезон     | Ліга         | М       | І  | В  | Н  | П  | ГЗ | ГП | О  | Кубок України   | Євротурніри | Євротурніри     | Примітка    |
| --------- | ------------ | ------- | -- | -- | -- | -- | -- | -- | -- | --------------- | ----------- | --------------- | ----------- |
| 1992      | 1 ліга «Б»   | 11 з 14 | 26 | 10 | 4  | 12 | 36 | 39 | 24 | 1/16 фіналу     |             |                 | Понизилася  |
| 1992—1993 | 2 ліга       | 13 з 18 | 34 | 9  | 11 | 14 | 34 | 47 | 29 | 1/64 фіналу     |             |                 |             |
| 1993—1994 | 2 ліга       | 12 з 22 | 42 | 16 | 7  | 19 | 43 | 58 | 39 | дискваліфікація |             |                 |             |
| 1994—1995 | 2 ліга       | 12 з 22 | 42 | 17 | 6  | 19 | 37 | 55 | 57 | 1/64 фіналу     |             |                 |             |
| 1995—1996 | 2 ліга «Б»   | 1 з 21  | 38 | 30 | 4  | 4  | 70 | 24 | 94 | 1/32 фіналу     |             |                 | Підвищилася |
| 1996—1997 | 1 ліга       | 3 з 24  | 46 | 29 | 6  | 11 | 92 | 56 | 93 | 1/16 фіналу     |             |                 | Підвищилася |
| 1997—1998 | Вища ліга    | 12 з 16 | 30 | 8  | 9  | 13 | 27 | 48 | 33 | 1/8 фіналу      |             |                 |             |
| 1998—1999 | Вища ліга    | 5 з 16  | 30 | 14 | 6  | 10 | 35 | 27 | 48 | 1/8 фіналу      |             |                 |             |
| 1999—2000 | Вища ліга    | 8 з 16  | 30 | 13 | 3  | 14 | 49 | 45 | 42 | 1/16 фіналу     |             |                 |             |
| 2000—2001 | Вища ліга    | 4 з 14  | 26 | 13 | 4  | 9  | 35 | 26 | 43 | 1/2 фіналу      |             |                 |             |
| 2001—2002 | Вища ліга    | 10 з 14 | 26 | 6  | 8  | 12 | 29 | 42 | 26 | 1/8 фіналу      |             |                 |             |
| 2002—2003 | Вища ліга    | 10 з 16 | 30 | 8  | 10 | 12 | 34 | 38 | 34 | 1/32 фіналу     |             |                 |             |
| 2003—2004 | Вища ліга    | 8 з 16  | 30 | 10 | 10 | 10 | 34 | 36 | 40 | 1/4 фіналу      |             |                 |             |
| 2004—2005 | Вища ліга    | 5 з 16  | 30 | 12 | 8  | 10 | 38 | 34 | 44 | 1/8 фіналу      | Кубок УЄФА  | 2-й квал. раунд |             |
| 2005—2006 | Вища ліга    | 4 з 16  | 30 | 12 | 7  | 11 | 30 | 34 | 43 | 1/2 фіналу      |             |                 |             |
| 2006—2007 | Вища ліга    | 15 з 16 | 30 | 6  | 7  | 17 | 23 | 39 | 25 | 1/4 фіналу      |             |                 | Понизилась  |
| 2007—2008 | 1 ліга       | 1 з 20  | 38 | 26 | 7  | 5  | 65 | 26 | 85 | 1/4 фіналу      |             |                 | Підвищилася |
| 2008—2009 | Прем'єр-ліга | 14 з 16 | 30 | 7  | 5  | 18 | 31 | 54 | 26 | 1/16 фіналу     |             |                 |             |
| 2009—2010 | Прем'єр-ліга | 12 з 16 | 30 | 7  | 8  | 15 | 31 | 56 | 29 | 1/8 фіналу      |             |                 |             |
| 2010—2011 | Прем'єр-ліга | 14 з 16 | 30 | 7  | 8  | 15 | 45 | 67 | 29 | 1/16 фіналу     |             |                 |             |
| 2011—2012 | Прем'єр-ліга | 11 з 16 | 30 | 8  | 8  | 14 | 28 | 42 | 32 | 1/16 фіналу     |             |                 |             |
| 2012—2013 | Прем'єр-ліга | 9 з 16  | 30 | 10 | 8  | 12 | 30 | 32 | 38 | 1/8 фіналу      |             |                 |             |
| 2013—2014 | Прем'єр-ліга | 10 з 16 | 28 | 10 | 4  | 14 | 27 | 33 | 34 | 1/16 фіналу     |             |                 |             |
| 2014—2015 | Прем'єр-ліга | 14 з 14 | 26 | 3  | 5  | 18 | 25 | 55 | 14 | 1/8 фіналу      |             |                 | Понизилась  |
| 2015—2016 | 1 ліга       | 4 з 16  | 30 | 14 | 11 | 5  | 34 | 24 | 53 | 1/16 фіналу     |             |                 |             |
| 2016—2017 | 1 ліга       | 1 з 18  | 34 | 25 | 6  | 3  | 61 | 21 | 81 | 1/4 фіналу      |             |                 | Підвищилася |
| 2017—2018 | Прем'єр-ліга | 5 з 12  | 32 | 10 | 9  | 13 | 38 | 41 | 39 | 1/2 фіналу      |             |                 |             |
| 2018—2019 | Прем'єр-ліга | 4 з 12  | 32 | 12 | 7  | 13 | 36 | 47 | 43 | 1/8 фіналу      | Ліга Європи | 3-й квал. раунд |             |
| 2019—2020 | Прем'єр-ліга | 8 з 12  | 32 | 12 | 9  | 11 | 40 | 46 | 45 | 1/2 фіналу      | Ліга Європи | 3-й квал. раунд |             |
| 2020—2021 | Прем'єр-ліга | 11 з 14 | 26 | 6  | 8  | 12 | 27 | 41 | 26 | 1/8 фіналу      |             |                 |             |

### Ліга Європи УЄФА
| Сезон                      | Стадія  | Суперник   | Матч 1 | Матч 2   | Загальний рахунок |
| -------------------------- | ------- | ---------- | ------ | -------- | ----------------- |
| Кубок УЄФА 2004—2005       | 1 квал. | «Бананц»   | 2:0    | 2:0      | 4:0               |
| Кубок УЄФА 2004—2005       | 2 квал. | «Аустрія»  | 0:0    | 0:3      | 0:3               |
| Ліга Європи УЄФА 2018—2019 | 2 квал. | «Юргорден» | 1:1    | 2:1 (дч) | 3:2               |
| Ліга Європи УЄФА 2018—2019 | 3 квал. | «Бордо»    | 1:3    | 1:2      | 2:5               |
| Ліга Європи УЄФА 2019—2020 | 3 квал. | АЗ         | 0:0    | 0:4      | 0:4               |

## Закріплені номери
- 10 — Степан Молокуцько (посмертно)

## Відомі гравці
У списку подані гравці, що виступали за національну збірну своєї країни.
| Україна - Олексій Антонов - Ігор Бєланов - Богдан Бутко - Олексій Гай - Олександр Гайдаш - Сергій Дірявка - Валентин Дзіоба - Сергій Закарлюка - Геннадій Зубов - Микола Іщенко - Денис Кожанов - Олег Краснопьоров | - Денис Кулаков - Денис Онищенко - Адріан Пуканич - Олександр Рикун - Юрій Сак - Віктор Фомін - Віталій Хмельницький - Рустам Худжамов - Едуард Цихмейструк - Сергій Шищенко - Богдан Шуст - Олександр Яценко | Легіонери - Тимофій Калачов - Микола Кашевський - Павло Кирильчик - Ара Акопян - Торніке Окріашвілі - Давид Таргамадзе - Рітварс Ругінс - Дайнюс Глевецкас - Вітаутас Лукша - Гедимінас Паулаускас - Мантас Самусіовас - Сергій Лащенков |

Докладніше: Категорія:Футболісти «Маріуполя»

## Тренери

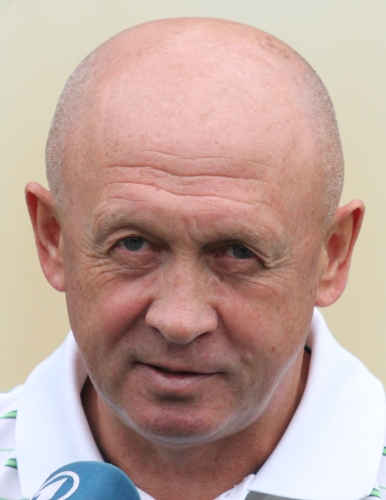
Микола Павлов — колишній головний тренер «Маріуполя» (2012—2015)

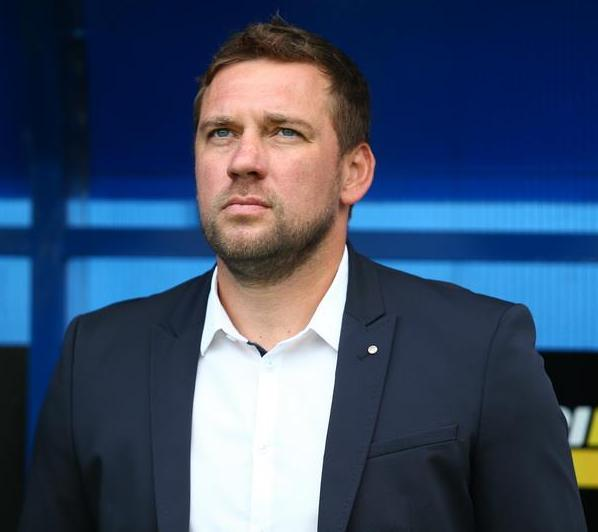
Олександр Бабич — головний тренер «Маріуполя» в 2017—2020 роках

| - Олег Жуков (?) - Євген Шепиньов (? — липень 1968) - Тиберій Попович (липень 1968 — липень 1969) - Іван Бобошко (липень — грудень 1969) - Володимир Сальков (січень 1970 — липень 1971) - Юрій Захаров (серпень 1971 — грудень 1972) - Іван Волков (січень — жовтень 1973) - Г. Петросян (жовтень 1973 — ?) - Олександр Малакуцький (? — липень 1987) - Юрій Захаров (липень 1987 — травень 1988) - Микола Головко (травень 1988 — серпень 1989) - Юрій Керман (серпень 1989 — листопад 1994) - Володимир Коновалов (березень — червень 1995) - Анатолій Куксов (серпень — вересень 1995) - Юрій Погребняк (жовтень 1995 — липень 1997) - Володимир Кузовлєв (в.о., липень 1997) |  | - Микола Павлов (липень 1997 — листопад 2004) - Іван Балан (листопад 2004 — квітень 2007) - Олександр Червоний (в.о., квітень — травень 2007) - Юрій Керман (травень — червень 2007) - Семен Альтман (липень 2007 — листопад 2007) - Іван Балан (в.о., грудень 2007) - Олександр Іщенко (січень2008 — вересень 2008) - Ілля Близнюк (вересень 2008 — листопад 2010) - Валерій Яремченко (листопад 2010 — жовтень 2011) - Ігор Леонов (в.о., жовтень 2011 — травень 2012) - Микола Павлов (травень 2012 — травень 2015) - Валерій Кривенцов (червень 2015 — червень 2016) - Олександр Севідов (червень 2016 —вересень 2017) - Олександр Бабич (вересень 2017 —липень 2020) - Остап Маркевич (серпень 2020 —) |

## Цікаві факти
- У сезоні 2010/11 «Маріуполь» став автором антирекорду чемпіонатів України, поступившись у виїзному матчі київському «Динамо» з рахунком 0:9[5].
- У сезоні 2011/12 у заявці «Маріуполя» був 21 гравець, що грав за маріупольців на правах оренди[6]. Більшість з них — молоді гравці з донецького «Шахтаря».
- В квітні 2023 року бразильський клуб «Бател» зі штату Парана на знак солідарності прийняв назву, емблему та кольори «Маріуполя». У клубі заявили, що їхня команда носитиме кольори «Маріуполя», поки той не повернеться до свого міста.[7]

## Попередні емблеми клубу

Колишня емблема
Колишня емблема
Колишня емблема